# Linia 102 de tramvai din Ploiești
Tramvaiul 102 din Ploiești este o linie de tramvai a TCE Ploiești care începe din nordul Ploieștiului, din apropierea Spitalului Județean Prahova, de la Spitalul Județean până la Gara de Vest, capătul sud-vestic al liniei, în apropierea Gării de Vest. Această linie urmează următorul traseu: Spitalul Județean - Strada Găgeni - Șoseaua Nordului - Șoseaua Vestului - Strada Libertății - Gara de Vest.

## Traseu și stații

### Schema traseului
|  |   |   |   | Nume Stație                     | Artera            | Corespondențe |
|  | - | - | - | ------------------------------- | ----------------- | ------------- |
|  | ↓ | O | ↑ | Spitalul Județean               | Strada Gageni     | 101           |
|  |   | o |   | Cramele Hollywood               | Strada Gageni     | 101           |
|  |   | o |   | Complex Meșteșugăresc           | Șoseaua Nordului  | 101           |
|  |   | o |   | Complex Mic↓/XXL Mega Discount↑ | Șoseaua Nordului  | 101           |
|  |   | o |   | Restaurant Nord                 | Șoseaua Nordului  | 101           |
|  |   | o |   | Deltei                          | Șoseaua Vestului  |               |
|  |   | o |   | Malu Roșu                       | Șoseaua Vestului  |               |
|  |   | o |   | A.C.R.                          | Șoseaua Vestului  |               |
|  |   | o |   | Biserica Înălțarea Domnului     | Șoseaua Vestului  |               |
|  |   | o |   | Cosminele                       | Șoseaua Vestului  |               |
|  |   | o |   | Lămăița                         | Șoseaua Vestului  |               |
|  |   | o |   | Pasaj Mărășești                 | Strada Libertății |               |
|  | ↓ | O | ↑ | Gara de Vest                    | Strada Liberțății |               |